# Benedict Randhartinger

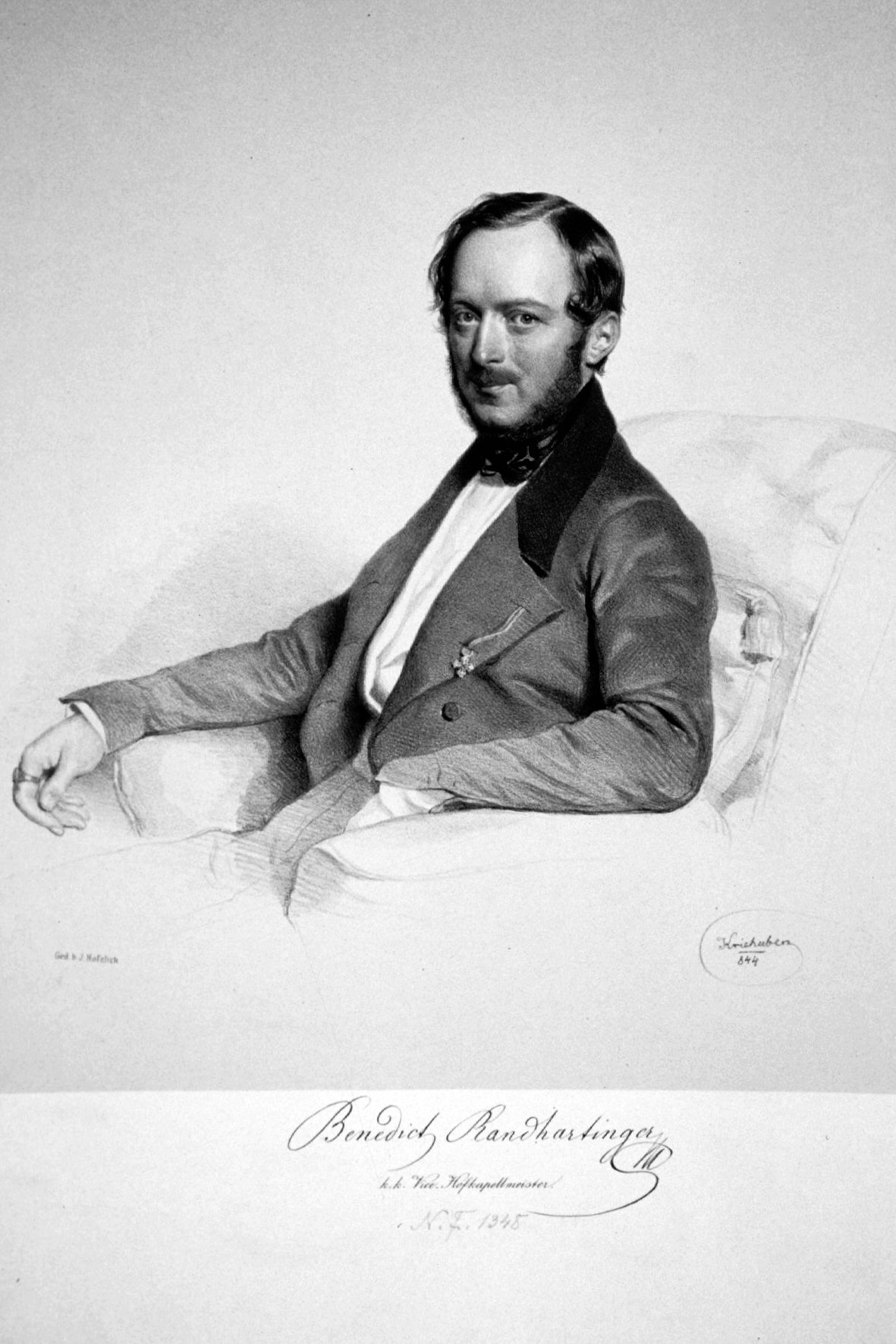
Benedict Randhartinger, litografi av Josef Kriehuber från 1844.

Benedict Randhartinger, född den 27 juli 1802 i Ruprechtshofen i Niederösterreich, död den 23 december 1893 i Wien, var en österrikisk tonsättare. 
Randhartinger, som var elev av Salieri, blev 1832 tenorsångare vid hovkapellet i Wien och 1844 vice hovkapellmästare. Han blev förste hovkapellmästare 1862 och tog avsked från denna plats 1866. Randhartinger efterträddes av kormästaren vid manssångföreningen i Wien Johann Herbeck. Han skrev symfonier, konserter för flera instrument, kyrkomusik och sånger med mera.